# موئرز (حوزه سرشماری)، نیویورک
موئرز (به انگلیسی: Mooers) یک منطقهٔ مسکونی در ایالات متحده آمریکا است که در شهرستان کلینتون، نیویورک واقع شده‌است. موئرز ۳٫۲ کیلومتر مربع مساحت و ۴۴۲ نفر جمعیت دارد و ۸۶ متر بالاتر از سطح دریا واقع شده‌است.